# آب‌دره اسلو
آب‌دَره اسلو (انگلیسی: Oslo Fjord) خلیج کوچکی است به حالت آب‌دره واقع در جنوب شرق نروژ. این آب‌دره از خط فرضی بین فانوس‌های دریایی توربیونس‌شر و فردر شروع شده تا لانگه‌سوند در جنوب، و اسلو در شمال ادامه می‌یابد. آب‌دره اسلو بخشی از تنگه اسکاگرات را تشکیل می‌دهد که دریای شمال و منطقه دریای کاتگات را پیوند داده و به دریای بالتیک می‌ریزد.
بیش از ۴۰ درصد از جمعیت نروژ در فاصله ۴۵ دقیقه رانندگی از آب‌دره اسلو زندگی می‌کنند. این آب‌دره پرترددترین آبراه نروژ برای قایق‌ها و کشتی‌های باری است.